# نزلها كلها!
نزّلها كلها! (بالإنجليزية: DownThemAll وتختصر إلى DTA)‏ هي إضافة لمتصفح فيرفكس عبارة عن مدير تنزيل ملفات ومُسَرِّع للتنزيل، مرخص تحت رخصة جنو العمومية (GPL).
يتميز بغالبية الخصائص التي يتميز بها أي مدير تنزيل ملفات متقدم من استئناف للتنزيل وجدولة التنزيلات وتسريع التنزيل وغيرها من المميزات.
يتميز بميزة قد لا توجد في البرامج الأخرى من نوعه وهي إمكانية تنزيل جميع الروابط من صور أو أي كائنات مُضمنة قد تحتويها صفحة الويب دفعة واحدة.
يدعم أيضاً كلا من البروتوكولين بروتوكول نقل النص الفائق وبروتوكول نقل الملفات.

## التنزيل متعدد الأجزاء
من الميزات الأساسية لإضافة نزّلها كلها! هي قابليتها للتنزيل متعدد الأجزاء.
هذه الخاصية تسمح للإضافة بتنزيل الملف على شكل أجزاء أو قطع، ثم تجميع هذه القطع بعد اكتمال التنزيل، وهذا يؤدي إلى زيادة سرعة التنزيل بشكل ملحوظ خاصة عند التنزيل من خادم بطيء.

## وصلات خارجية
- نزلها كلها! على موقع Open Hub (الإنجليزية)
- نزلها كلها! على موقع Free Software Directory (الإنجليزية)
- صفحة برنامج نزلها كلها!  على أوبن هب